# Москуфо
Москуфо (итал. Moscufo) — коммуна в Италии, расположена в регионе Абруццо, подчиняется административному центру Пескара.
Население составляет 3163 человека, плотность населения составляет 158 чел./км². Занимает площадь 20 км². Почтовый индекс — 65010. Телефонный код — 085.
Покровителем населённого пункта почитается святой Христофор. День города ежегодно празднуется 25 июля.